# Léčba panické poruchy
Panická porucha je jedna ze spektra úzkostných poruch, pro niž je charakteristický opakovaný, prudký záchvat, takzvaná panická ataka. Tyto stavy přicházejí náhle a pro postiženého znamenají enormní kognitivní, emoční, ale především tělesnou zátěž.

## Tři pilíře úspěšné léčby panické poruchy

### Dechové a svalové strategie
Prvním pilířem je nácvik svalové a dechové strategie, která postiženému pomůže nastupující záchvat potlačit. Tělesné obtíže doprovázející záchvat (typicky infarktové stavy, pocit zešílení, dušení a bušení srdce) jsou způsobeny především vyšší koncentrací kyslíku v krvi a laktátu kyseliny mléčné ve svalech. Zvládnutí efektivní dechové strategie se při moderní léčbě panické poruchy podporuje zejména dechovým senzorem napojeným na virtuální realitu. 
Dechová a svalová cvičení jsou pro pacienty doslova první pomocí, mnoho nepříjemných psychických stavů v mezidobí mezi jednotlivými záchvaty je totiž způsobeno anticipačním úzkostí z nejistoty, že v určité situaci ztratíme kontrolu nad svým tělem a myslí.

### Kognitivně behaviorální terapie
Kognitivně behaviorální terapie je druhým pilířem úspěšné léčby panické poruchy. Nestačí se totiž pouze naučit záchvat zvládnout či potlačit, je nutné zpracovat i příčinu této poruchy. Kognitivně-behaviorální terapie je při léčbě panické poruchy podle výsledků moderního výzkumu metodou první volby. Jejím cílem je odhalit a zpracovat vzorce našeho myšlení, emocí a chování, které nás dlouhodobě psychicky vyčerpávají a pramení z dysfunkčních jádrových přesvědčení.

### Farmakoterapie panické poruchy
V případě závažnějších stavů lze psychoterapii podpořit i farmakoterapeuticky. U úzkostných a panických poruch je však třeba zmínit, že primárním léčebným postupem je psychoterapie a léky je třeba chápat jako její doplněk.
Léčba benzodiazepiny nevykazuje dlouhodobý efekt a ohrožuje pacienty vznikem závislosti. Bezpečnější strategií je využívání antidepresiv novější generace, která závislost nevyvolávají a jejichž efekt není okamžitý (zlepšení se dostaví po třech až šesti týdnech užívání).
Jsou to především selektivní inhibitory zpětného vychytávání serotoninu – SSRI. Pro kontrolu panických atak se ukazují být účinné léky escitalopram, citalopram, paroxetin a sertralin.
Dále je možné předepsat i selektivní inhibitory zpětného vychytávání serotoninu a noradrenalinu – SNRI. Jejich efekt je podobný jako u SSRI, u panické poruchy se osvědčil venlafaxin.
Je možné využít i tricyklická antidepresiva. Nejvíce prostudovanými farmaky jsou v této souvislosti imipramin a clomipramin.